# Bulbophyllum cameronense
Bulbophyllum cameronense é uma espécie de orquídea (família Orchidaceae) pertencente ao gênero Bulbophyllum. Foi descrita por Garay, Hamer & Siegerist em 1996.